# The Colony (jeu vidéo)
Pour les articles homonymes, voir Colony.
The Colony est un jeu vidéo mêlant Walking simulator et tir à la première personne développé par David Alan Smith et édité par Mindscape, sorti en 1988 sur DOS, Mac et Amiga.

## Accueil
- Joystick : 92 % (Amiga)[1]